# Natalie Grinham
Natalie Grinham (Toowoomba, 16 maart 1978) is een in Australië geboren en getogen Nederlandse squashspeelster.
Tot haar grootste successen behoren drie gouden medailles op de Gemenebestspelen en verscheidene ereplaatsen op andere grote toernooien. In 2007 bereikte ze voor 't eerst de tweede plaats op de wereldranglijst. Grinham kwam tot 2006 voor Australië uit, al woonde ze vanaf 1999 in Nederland. Na haar huwelijk met de Nederlandse squasher Tommy Berden nam ze in februari 2008 de Nederlandse nationaliteit aan. Vanaf 2009 komt ze op internationale toernooien officieel voor Nederland uit. Op 13 februari 2011 werd ze voor het eerst Nederlands kampioen door tijdens de finale van het NK te winnen van Orla Noom. Later dat jaar won ze het EK in Warschau, haar 2e Europese titel.
Natalies oudere zus Rachel is eveneens een van 's werelds beste squashspeelsters.